# Andrei Werweikin
Andrei Jurjewitsch Werweikin (russisch Андрей Юрьевич Вервейкин; * 3. Januar 1966 in Alma-Ata) ist ein ehemaliger kasachischer Skispringer.

## Werdegang
Werweikin gab am 30. Dezember 1984 sein Debüt im Skisprung-Weltcup und erreichte beim Springen in Oberstdorf den 80. Platz. Bei der Nordischen Skiweltmeisterschaft 1989 in Lahti, sprang er von der Normalschanze auf den 8. und von der Großschanze auf den 5. Platz. Im Teamspringen erreichte er gemeinsam mit Pawel Kustow, Michail Jessin und Waleri Wodwenko den 4. Platz. Die Weltcup-Saison 1990/91 beendete er als seine erfolgreichste auf dem 16. Platz in der Weltcup-Gesamtwertung. Bei den Olympischen Winterspielen 1992 in Albertville erreichte er im Springen von der Normalschanze mit 186,8 Punkten punktgleich mit dem Franzosen Steve Delaup den 32. Platz. Im Springen von der Großschanze erreichte er mit 151,8 Punkten den 29. Platz. Im Teamspringen belegte er gemeinsam mit Michail Jessin, Dionis Vodnev und Juri Dudarew den 11. Rang. Bei der Nordischen Skiweltmeisterschaft 1993 in Falun sprang Werweikin von der Normalschanze auf den 39. und von der Großschanze auf den 60. Platz. Ein Jahr später gehörte er zum kasachischen Aufgebot für die Olympischen Winterspiele 1994 in Lillehammer. Dabei konnte er von der Normalschanze den 34. und von der Großschanze den 37. Platz erreichen.
Nachdem er am 30. Dezember 1995 in Oberstdorf nur auf den 31. Platz sprang, beendete er seine Karriere im Weltcup und wechselte ausschließlich in den Skisprung-Continental-Cup, in dem er anschließend aber auch keine vordere Platzierung mehr erreichen konnte. Nach dem Sommer-Grand-Prix 1996 beendete Werweikin endgültig seine aktive Skisprungkarriere.